# Ulrich Burchert
Ulrich Burchert (* 15. Dezember 1940 in Berlin) ist ein deutscher Fotograf und Bildjournalist. Er war einer der renommiertesten Bildreporter der DDR.

## Leben und Werk
Burchert absolvierte in Berlin die Erweiterte Oberschule. Vor dem Beginn seines Studiums war er 1959 Betreuer im Zentralen Pionierlager „Fritz Heckert“ in Lenz am Plauer See. Dort kam er zur Fotografie, als er die Arbeitsgemeinschaft Fotografie leitete. Er studierte dann von 1959 bis 1964 an der Technischen Hochschule bzw. (ab 1961) Universität Dresden. Anschließend arbeitete er als Technologe und Hilfsarbeiter. 1966 begann er eine Lehre als Schlosser. Daneben machte er bis 1969 in einem Abendstudium an der Berliner Ingenieurschule für Maschinenbau und Elektrotechnik den Studienabschluss als Ingenieur.
Burchert war von 1969 bis 1979 Mitglied der Gruppe Jugendfoto Berlin. Er war ein früher Dokumentarist der DDR-Singebewegung. 1970/1971 arbeitete er in Berlin als freischaffender Fotograf. Von 1971 bis 1974 war er Bildreporter bei der Jungen Welt und 1974 bis 1986 bei der Zeitschrift Für Dich. Er arbeitete auch für Melodie und Rhythmus, Neue Berliner Illustrierte, Freie Welt, Sonntag und die Zeitschrift des Zentralrats der FDJ Forum.
Daneben absolvierte von 1971 bis 1975 ein Fernstudium in der Fachrichtung Fotografie der Hochschule für Grafik und Buchkunst Leipzig. Danach arbeitete er in Berlin weiter freischaffend als Fotograf. Er fotografiere mit Vorliebe in Schwarz-Weiß mit einer Mittelformat-Kamera von Hasselblad.
Burchert war von 1980 bis 1990 Mitglied des Verbands Bildender Künstler der DDR, dessen Arbeitsgruppe Fotografie er mitgegründet hatte. Er hatte in der Zeit der DDR im In- und Ausland eine große Zahl von Einzelausstellungen und Ausstellungsbeteiligungen, u. a. 1982/1983 an der IX. Kunstausstellung der DDR in Dresden. In der letzten Zeit des Niedergangs der DDR wurden Fotos Burcherts in der inoffiziellen Zeitschrift Bizarre Städte veröffentlicht.
Seit 1991 ist Burchert Mitglied der Deutschen Gesellschaft für Photographie. Er schloss ein Aufbaustudium an der Hochschule für Bildende Künste Braunschweig (HBK) mit dem Magister artium ab. Von 1996 bis 2004 war er arbeitslos. In dieser Zeit pflegte er seine Mutter. Dann arbeitete er wieder freiberuflich als Reporter. 2005 promovierte er an der HBK zum Thema „Zum Ursprung des Massenmediums und seiner Bewegung in der menschlichen Geschichte“ zum Dr. phil. Er arbeitete danach wieder als freischaffender Fotograf, u. a. für das linke Blatt Disput.

## Fotografische Darstellung Burcherts
- Christian Borchert: Der Fotograf Ulrich Burchert bei der Arbeit (1980)[4]

## Rezeption
Burchert „war einer der renommiertesten Bildreporter der DDR. In seinen ungewöhnlichen Bildergeschichten zeigte er tatsächliches Leben fernab von gewünschter Propaganda oder vermeintlicher Tristesse, fing eine farbige Vielfalt des Daseins ein … Eine Zustandsbeschreibung ohne Nostalgie und Denunziation, frei von Verklärung oder übler Nachrede. Ein zeitgeschichtliches Zeugnis erster Güte.“

## Bücher mit Fotografien Burcherts (unvollständig)
- Marta Rafael (Hrsg.): Ich seh dich an. Bilder, Gedichte und Lieder für Verliebte. Verlag für die Frau, Leipzig, 1975
- Peter Wicke: Rockmusik. Zur Ästhetik und Soziologie eines Massenmediums. Verlag Philipp Reclam jun., Leipzig, 1987 (Reclams Universal-Bibliothek 1197)
- Ulrich Burchert und Roozongijn Enchbat: Mongolea. Country of contrasts. Burchert & Enchbat/Ostpol, 1993
- Alexander Osang: Tamara Danz. Legenden. Ch. Links Verlag, Berlin 1999
- Andreas Metz: Ost Places. Vom Verschwinden und Wiederfinden der DDR. Verlag Neues Leben, Berlin, 2020
- Lutz Kerschowski und Andreas Meinecke: Östlich der Elbe. Songs und Bilder. Ch. Links Verlag, Berlin, 2020;
- Ulrich Burchert: Bunte DDR. Bilder aus einem lebendigen Land. Verlag Neues Leben, Berlin, 2015[6]

## Ausstellungen seit der deutschen Wiedervereinigung (mutmaßlich unvollständig)

### Einzelausstellungen
- 2010: Berlin, Brotfabrik[7]
- 2012: Berlin, Galerie des Fotowerks Berlin (Bilder von Sorben)[3]
- 2018: Bernau, Galerie Bernau („Zeitenwende“)[8]
- 2022: Wiesbaden, GrauWertGalerie[9]

### Gruppenausstellungen
- 2009: Berlin, Akademie der Künste („Übergangsgesellschaft. Porträts und Szenen 1980-1990“)
- 2021: Berlin, Stiftung Reinbeckhallen (Jüngste fotografische Erwerbungen der Sammlung Herrmann)[10]